# Katabolismus

Vereinfachtes Schema der katabolen Seite des Stoffwechsels.

Katabolismus (altgriechisch καταβολισμός katabolismós, ursprünglich ‚Niederlegung‘, ‚Kräfteverfall‘) wird der Abbau von Stoffwechselprodukten von komplexen zu einfachen Molekülen genannt. Der Katabolismus dient den Lebewesen zur Energiegewinnung, zur Lieferung von Baustoffen sowie zur Entgiftung. Mit dem Anabolismus ist er durch die Energiekopplung verbunden: Die hier gewonnene Energie dient dort zum Aufbau komplexer Moleküle. Anabolismus und Katabolismus sind Teile des Metabolismus (Stoffwechsel).

## Regulation
Katabole und anabole Reaktionen laufen in der Zelle nicht gleichzeitig ab. Dies wird unter anderem dadurch garantiert, dass die Enzyme eines katabolen Astes des Stoffwechselweges (Glykogen-Abbau, Lipolyse) durch eine Kinase-Aktivität aktiviert und durch eine Phosphatase-Aktivität inaktiviert werden, die des anabolen Astes (Glykogen- oder Fettsynthese) aber durch Kinasen inaktiviert und durch Phosphatasen aktiviert werden. Die Phosphorylierung der Enzyme reguliert die Aktivität.
Der Katabolismus ist die (angemessene) Reaktion des Körpers auf Belastung oder Stress. Da der Körper sein eigener Energieträger ist, ist mit einer Belastung auch immer zwangsläufig in gewissem Ausmaß eine Zerstörung von Körpersubstanz verbunden.

## Pathophysiologie
Im Rahmen einer Atrophie (z. B. bei schlaffer Muskellähmung) oder auch bei akuten Nekrosen (z. B. Herzinfarkt, Schlaganfall) findet ein gesteigerter Katabolismus statt, bei Doping oder physiologischem Wachstum hingegen ist er gesenkt.